# A Woman (album)
A Woman è il primo album in studio della cantante statunitense Qveen Herby, pubblicato il 21 maggio 2021 dalla Checkbook Records.

## Tracce
1. Balenciaga Dreams – 3:02
2. Faster – 2:53
3. A Woman – 3:21
4. Naughty Girl – 3:09
5. Juice – 3:14
6. Black Sheep – 3:38
7. Good Morning – 5:11
8. Mother Teresa – 3:28
9. Gucci Vision – 2:50
10. Masterpiece – 2:59
11. Celine Dion – 2:55
12. Underdog – 3:30

## Formazione
- Qveen Herby – voce, cori, rap, testo e musica
- Pompano Puff – produttore discografico, testo e musica (traccia 5)
- Nick Noonan – produttore discografico, testo e musica (traccia 5)
- Patrick John Kesack – testo e musica (traccia 9)